# АБА плеј-оф 1972.
АБА плеј-оф 1972. године био је постсезонски турнир за сезону 1971/72. Америчке кошаркашке асоцијације. Турнир је завршен тако што је шампион Западне дивизије Индијана пејсер победио шампиона Источне дивизије Њујорк нетсе, у шест утакмица, четири победе напрема две изгубљене у серији АБА финала.

## Квалификоване екипе

### Источна дивизија
1. Кентаки колонелси
2. Вирџинија сквајерси
3. Њујорк нетси
4. Мајами флоридијанси

### Западна дивизија
1. Јута старси
2. Индијана пејсерси
3. Тексас чапарелси
4. Денвер рокетси

## АБА плеј-оф 1972.
Кентаки колонелси, упркос томе што су сезону завршили са најбољим резултатом у историји АБА (68–16, .810), победили су у 8 од 11 утакмица регуларне сезоне против Њујорк нетса и завршили 24 утакмице испред Нетса у регуларном делу сезоне на табели сезоне, изгубили су трку већ у првој серији плеј−офа и то од Нетса.
Флоридијанци су своју последњу утакмицу играли 6. априла 1972. године, изгубивши код куће у полуфиналној серији Источне дивизије од Вирџиније сквајерса са 115–106. Сквајрси су победили у серији 4 без иједног пораза предвођени новајлијом Џулијуса Ирвинга који је имао не мање од седамнаест скокова у три од те четири утакмице. Дана 13. јуна 1972. лига је купила Флоридијанце и распустила тим.
Индијана пејсерси су постали први тим који је освојио АБА шампионат два пута.
Фреди Луис из Пејсерса био је најкориснији играч АБА плеј-офа.
Ово је била прва сезона у којој су се два будућа НБА тима састала за АБА шампионат. Ово се догодило само још једном у историји АБА лиге, током последње године 1976. када су Денвер Нагетси победили Колонелсе са 4–3 и састали се са Нетсима у АБА шампионској серији.
Пет од седам плеј-оф серија завршено је финалним утакмицама у којима су домаћи губили.

## Рачва плеј−офа
|                  | Четвртфинале     | Четвртфинале       | Четвртфинале     |                  |                  | Полуфинале        | Полуфинале       | Полуфинале       |                  |                  | Финале                   | Финале                   | Финале                   |                          |                          |
|                  |                  |                    |                  |                  |                  |                   |                  |                  |                  |                  |                          |                          |                          |                          |                          |
|                  | Западна дивизија |                    |                  |                  |                  |                   |                  |                  |                  |                  |                          |                          |                          |                          |                          |
|                  | 1                | Јута старси*       | 4                |                  |                  |                   |                  |                  |                  |                  |                          |                          |                          |                          |                          |
|                  | 3                | Далас чапаралси    | 3                |                  |                  | Западна дивизија  | Западна дивизија | Западна дивизија | Западна дивизија | Западна дивизија |                          |                          |                          |                          |                          |
|                  |                  |                    |                  |                  | 1                | Јута старси*      | 3                |                  |                  |                  |                          |                          |                          |                          |                          |
| Западна дивизија | Западна дивизија | Западна дивизија   | Западна дивизија |                  | 2                | Индијана пејсерси | 4                |                  |                  |                  |                          |                          |                          |                          |                          |
|                  | 4                | Денвер рокетси     | 3                |                  |                  |                   |                  |                  |                  |                  |                          |                          |                          |                          |                          |
|                  | 2                | Индијана пејсерси  | 4                |                  |                  |                   |                  |                  |                  |                  | Западна/источна дивизија | Западна/источна дивизија | Западна/источна дивизија | Западна/источна дивизија | Западна/источна дивизија |
|                  |                  |                    |                  |                  |                  |                   |                  |                  |                  |                  | Зап−2                    | Индијана пејсерси        | 4                        |                          |                          |
|                  | Источна дивизија | Источна дивизија   | Источна дивизија | Источна дивизија | Источна дивизија |                   |                  |                  |                  |                  | Ист−2                    | Њујорк нетси             | 2                        |                          |                          |
|                  | 1                | Кентаки колонелси* | 2                |                  |                  |                   |                  |                  |                  |                  |                          |                          |                          |                          |                          |
|                  | 3                | Њујорк нетси       | 4                |                  |                  | Источна дивизија  | Источна дивизија | Источна дивизија | Источна дивизија | Источна дивизија |                          |                          |                          |                          |                          |
|                  |                  |                    |                  |                  | 1                | Њујорк нетси*     | 4                |                  |                  |                  |                          |                          |                          |                          |                          |
| Источна дивизија | Источна дивизија | Источна дивизија   | Источна дивизија |                  | 2                | Вирџинија скв.    | 3                |                  |                  |                  |                          |                          |                          |                          |                          |
|                  | 4                | Мајами флор.       | 0                |                  |                  |                   |                  |                  |                  |                  |                          |                          |                          |                          |                          |
|                  | 2                | Вирџинија скв.     | 4                |                  |                  |                   |                  |                  |                  |                  |                          |                          |                          |                          |                          |

* Победник дивизије

Подебљан−  Победник серије

 Курзив − Екипа са домаћинском предношћу

## Западна дивизија
Шампион Западне дивизије за 1972. годину:  Индијана пејсерси

### Полуфиналне утакмице Западне дивизије
(1) Јута старси vs. (3) Далас чапарелси:
Јута је победила у серији са 4-0
- Утакмица 1 @ Јута:  Јута 106, Далас 96
- Утакмица 2 @ Јута:  Јута 113, Далас 107
- Утакмица 3 @ Далас:  Јута 96, Далас 89
- Утакмица 4 @ Далас:  Јута 103, Далас 99

(2) Индијана пејсерси vs. (4) Денвер рокетси:
Индијана је победила у серији са 4-3
- Утакмица 1 @ Индијана:  Индијана 102, Денвер 96
- Утакмица 2 @ Индијана:  Денвер 106, Индијана 105
- Утакмица 3 @ Денвер:  Индијана 122, Денвер 120 (Продужеци)
- Утакмица 4 @ Денвер:  Денвер 112, Индијана 96
- Утакмица 5 @ Индијана:  Индијана 91, Денвер 79
- Утакмица 6 @ Денвер:  Денвер 106, Индијана 99
- Утакмица 7 @ Индијана:  Индијана 91, Денвер 89

### Финале Западне дивизије
(1) Јута старси vs. (2) Индијана пејсерси:
Индијана је победила и серији са 4-3
- Утакмица 1 @ Јута:  Јута 108, Индијана 100
- Утакмица 2 @ Јута:  Јута 117, Индијана 109
- Утакмица 3 @ Индијана:  Индијана 116, Јута 111
- Утакмица 4 @ Индијана:  Индијана 118, Јута 108
- Утакмица 5 @ Јута:  Јута 139, Индијана 130
- Утакмица 6 @ Индијана:  Индијана 105, Јута 99
- Утакмица 7 @ Јута:  Индијана 117, Јута 113

## Источна дивизија
Шампион Источне дивизије за 1972. годину:  Њујорк нетси
(1) Кентаки колонелси vs. (3) Њујорк нетси:
Њујорк је победио и серији са 4-2
- Утакмица 1 @ Кентаки:  Њујорк 122, Кентаки 108
- Утакмица 2 @ Кентаки:  Њујорк 105, Кентаки 90
- Утакмица 3 @ Њујорк:  Кентаки 105, Њујорк 99
- Утакмица 4 @ Њујорк:  Њујорк 100, Кентаки 92
- Утакмица 5 @ Кентаки:  Кентаки 109, Њујорк 93
- Утакмица 6 @ Њујорк:  Њујорк 101, Кентаки 96

(2) Вирџинија сквајерси vs. (4) Мајами флоридијанси:
Мајами је победио и серији са 4-0
- Утакмица 1 @ Вирџинија:  Вирџинија 114, Мајами 107 (OT)
- Утакмица 2 @ Вирџинија:  Вирџинија 125, Мајами 100
- Утакмица 3 @ Мајами:  Вирџинија 118, Мајами 113
- Утакмица 4 @ Мајами:  Вирџинија 115, Мајами 106

### Финале Источне дивизије
(2) Вирџинија сквајерси vs. (3) Њујорк нетси:
Њујорк је победио и серији са 4-3
- Утакмица 1 @ Вирџинија:  Вирџинија 138, Њујорк 91
- Утакмица 2 @ Вирџинија:  Вирџинија 115, Њујорк 106
- Утакмица 3 @ Њујорк:  Њујорк 119, Вирџинија 117
- Утакмица 4 @ Њујорк:  Њујорк 118, Вирџинија 107
- Утакмица 5 @ Вирџинија:  Вирџинија 116, Њујорк 107
- Утакмица 6 @ Њујорк:  Њујорк 146, Вирџинија 136
- Утакмица 7 @ Вирџинија:  Њујорк 94, Вирџинија 88

## АБА финале
| May 6. мај | Извештај | Њујорк нетси 103, Индијана пејсерси 124                                   | Њујорк нетси 103, Индијана пејсерси 124 | Њујорк нетси 103, Индијана пејсерси 124     | Кортева колосеум, Индијанаполис, Индијана Гледаоци: 7.483 |  |
| May 6. мај | Извештај | Четвртине: 25–31, 31–22, 22–35, 25–36                                     |                                         |                                             | Кортева колосеум, Индијанаполис, Индијана Гледаоци: 7.483 |  |
| May 6. мај | Извештај | Поени: Рик Бари 34 Скокови: Били Полц 13 Асистенције: Мелкијони, Рош по 5 |                                         | Фреди Луис 33 Џорџ Мекгинис 22 Били Келер 4 | Кортева колосеум, Индијанаполис, Индијана Гледаоци: 7.483 |  |
| May 6. мај | Извештај | Индијана је повела серију, 1–0                                            |                                         |                                             | Кортева колосеум, Индијанаполис, Индијана Гледаоци: 7.483 |  |

| 9. мај | Извештај | Њујорк нетси 117, Индијана пејсерси 115                               | Њујорк нетси 117, Индијана пејсерси 115 | Њујорк нетси 117, Индијана пејсерси 115             | Кортева колосеум, Индијанаполис, Индијана Гледаоци: 10,079 |  |
| 9. мај | Извештај | Четвртине: 27–27, 32–28, 34–28, 24–32                                 |                                         |                                                     | Кортева колосеум, Индијанаполис, Индијана Гледаоци: 10,079 |  |
| 9. мај | Извештај | Поени: Рик Бари 29 Скокови: Били Полц 15 Асистенције: Бил Мелкијони 7 |                                         | Мекгинис, Браун по 22 Џорџ Мекгинис 11 Били Келер 6 | Кортева колосеум, Индијанаполис, Индијана Гледаоци: 10,079 |  |
| 9. мај | Извештај | Изједначено, 1–1                                                      |                                         |                                                     | Кортева колосеум, Индијанаполис, Индијана Гледаоци: 10,079 |  |

| 12. мај | Извештај | Индијана пејсерси 114, Њујорк нетси 108                                     | Индијана пејсерси 114, Њујорк нетси 108 | Индијана пејсерси 114, Њујорк нетси 108         | Насау колисиум, Јуниондејл (Њујорк) Гледаоци: 15.241 |  |
| 12. мај | Извештај | Четвртине: 29–29, 25–23, 36–32, 24–24                                       |                                         |                                                 | Насау колисиум, Јуниондејл (Њујорк) Гледаоци: 15.241 |  |
| 12. мај | Извештај | Поени: Џорџ Мекгинис 30 Скокови: Џорџ Мекгинис 20 Асистенције: Фреди Луис 7 |                                         | Рик Бари 44 Трупер Вашингтон 15 Бил Мелкијони 7 | Насау колисиум, Јуниондејл (Њујорк) Гледаоци: 15.241 |  |
| 12. мај | Извештај | Индијана води серију, 2–1                                                   |                                         |                                                 | Насау колисиум, Јуниондејл (Њујорк) Гледаоци: 15.241 |  |

| 15. мај | Извештај | Индијана пејсерси 105, Њујорк нетси 110                                  | Индијана пејсерси 105, Њујорк нетси 110 | Индијана пејсерси 105, Њујорк нетси 110 | Насау колисиум, Јуниондејл (Њујорк) Гледаоци: 15.870 |  |
| 15. мај | Извештај | Четвртине: 24–31, 35–23, 25–24, 21–32                                    |                                         |                                         | Насау колисиум, Јуниондејл (Њујорк) Гледаоци: 15.870 |  |
| 15. мај | Извештај | Поени: Фреди Луис 22 Скокови: Џорџ Мекгинис 16 Асистенције: Фреди Луис 7 |                                         | Били Полц 30 Били Полц 18 Рик Бари 9    | Насау колисиум, Јуниондејл (Њујорк) Гледаоци: 15.870 |  |
| 15. мај | Извештај | Изједначено, 2–2                                                         |                                         |                                         | Насау колисиум, Јуниондејл (Њујорк) Гледаоци: 15.870 |  |

| 18. мај | Извештај | Њујорк нетси 99, Индијана пејсерси 100                          | Њујорк нетси 99, Индијана пејсерси 100 | Њујорк нетси 99, Индијана пејсерси 100          | Кортева колосеум, Индијанаполис, Индијана Гледаоци: 10.079 |  |
| 18. мај | Извештај | Четвртине: 33–15, 19–22, 20–34, 27–29                           |                                        |                                                 | Кортева колосеум, Индијанаполис, Индијана Гледаоци: 10.079 |  |
| 18. мај | Извештај | Поени: Рик Бари 33 Скокови: Били Полц 15 Асистенције: Џон Рош 5 |                                        | Луис, Келер по 22 Џорџ Мекгинис 14 Били Келер 8 | Кортева колосеум, Индијанаполис, Индијана Гледаоци: 10.079 |  |
| 18. мај | Извештај | Индијана води серију, 3–2                                       |                                        |                                                 | Кортева колосеум, Индијанаполис, Индијана Гледаоци: 10.079 |  |

| 20. мај | Извештај | Индијана пејсерси 108, Њујорк нетси 105                                  | Индијана пејсерси 108, Њујорк нетси 105 | Индијана пејсерси 108, Њујорк нетси 105                 | Насау колисиум, Јуниондејл (Њујорк) Гледаоци: 10.434 |  |
| 20. мај | Извештај | Четвртине: 28–28, 28–28, 32–24, 20–25                                    |                                         |                                                         | Насау колисиум, Јуниондејл (Њујорк) Гледаоци: 10.434 |  |
| 20. мај | Извештај | Поени: Роџер Браун 32 Скокови: Мел Денијелс 12 Асистенције: Били Келер 7 |                                         | Мелкијони, Бари по 23 Били Полц 14 Мелкијони, Бари по 7 | Насау колисиум, Јуниондејл (Њујорк) Гледаоци: 10.434 |  |
| 20. мај | Извештај | Индијана је победила у серији, 4–2                                       |                                         |                                                         | Насау колисиум, Јуниондејл (Њујорк) Гледаоци: 10.434 |  |

Мање од месец дана касније, низ догађаја довео је до тога да Рик Бари више никада није играо за Нетсе. Дана 23. јуна 1972. године, судија Окружног суда Сједињених Држава издао је прелиминарну забрану да Барију забрани да игра за било који тим осим Голден Стејт Вориорса након што је његов уговор са Нетсима истекао, због петогодишњег уговора потписаног 1969. године. 6. октобра 1972. Нетси су ослободили Барија и он се вратио у Вориорсе.
Три члана Пејсерса су на крају ушла у Нејсмит кошаркашку кућу славних: Мел Данијелс (2012), Роџер Браун (2013), Џорџ Мекгинис (2017), да би заједно са Риком Баријем из Нетса (1987), док су оба главна тренера из серије, Лу Карнезеки (1992) и Бобију Леонард (2014) такође су примљена касније.
| Шампиони АБА лиге за 1972.  |
| --------------------------- |
| Индијана пејсерси 2. титула |